# Глорија (филм из 1980)
Глорија (енгл. Gloria) амерички је неоноар криминалистички трилер филм из 1980. године у режији Џона Касаветеса, а по његовом сценарију.
Живот улично лукаве, средовечне проститутке високе класе, компликује шестогодишње дериште, са сопственом вољом кога она невољно узима под своје, супротстављајући се тако мафији. Када мафија убије породицу младог дечака, њихова чврста сусетка Глорија постаје његов невољни старатељ. Поседујући књигу коју гангстери желе, необични пар одлази у бекство по Њујорку.

## Радња
Глорија је „девојка по позиву” која је била љубавница „њујоршког кума”. Пријатељица и сусетка јој је поверила шестогодишњег сина само неколико минута пре него што је хладнокрвно убијена заједно са ћерком, мајком и мужем. Овај други, бивши рачуновођа криминалне организације, имао је контакте са ФБИ. Глорија, која је невољно пристала да се брине о детету, бежи са њим и драгоценом књигом мафијашких рачуна. Она добро познаје оне који је прогањају и покушава да преговара, али то је узалудан труд, јер је правило строго, да бисте дали пример морате убити дете. Затим следи трчање кроз неколико њујоршких четврти.